# Saint-Brevin-les-Pins
Saint-Brevin-les-Pins [sɛ̃ bʁevɛ̃ le pɛ̃]  est une commune de l'ouest de la France, située dans le département de la Loire-Atlantique, en région Pays de la Loire.
La commune fait partie de la Bretagne historique, dans le pays traditionnel du pays de Retz et dans le pays historique du Pays nantais.
La commune se situe à l'embouchure de la Loire, sur la rive opposée à Saint-Nazaire, ville dont le développement de Saint-Brevin dépend. Son littoral est composé de plages de sable. Petit village de pêcheurs et d'agriculteurs, Saint-Brevin a connu à partir du XVIe siècle des problèmes d'ensablement et d'érosion dus aux tempêtes. Son extrémité nord-ouest, en raison de sa position stratégique à l'entrée de la Loire, a été fortifiée par Vauban. Au XIXe siècle, la plantation d'une forêt de pins pour fixer les dunes a entraîné la métamorphose de la commune en station balnéaire. Son développement est arrêté par la Seconde Guerre mondiale durant laquelle elle subit des dommages. En 1975, la construction du pont de Saint-Nazaire reliant les deux rives de l'estuaire accélère le développement de la commune. Le tourisme est la base de l'activité économique de la ville.
Lors du recensement de l'Insee de 2014, Saint-Brevin-les-Pins comptait 13 210 habitants appelés Brévinois.

## Géographie

### Situation
| - OpenStreetMap Limite communale. |

Situation de la commune de Saint-Brevin-les-Pins dans le département de la Loire-Atlantique.

La commune fait partie de la Bretagne historique, dans le pays traditionnel du pays de Retz et dans le pays historique du Pays Nantais.
Saint-Brevin-les-Pins est une station balnéaire de la Côte de Jade située au débouché de l'estuaire de la Loire, sur la rive sud, à 57 km à l'ouest de Nantes, à 9 km au sud de Saint-Nazaire, de l'autre côté de l'estuaire et à 15 km au nord de Pornic.

### Communes limitrophes
Les communes limitrophes sont  Corsept, Saint-Michel-Chef-Chef et Saint-Père-en-Retz.

### Géologie
Saint-Brevin se situe dans le domaine géologique sud-armoricain. Le littoral, à l'ouest et au nord, et la vallée du Boivre sont de constitution récente (Quaternaire). Le reste du territoire de la commune est un socle ancien de roches sédimentaires formées il y a 390  à   300 millions d'années au sud-est et au Protérozoïque ou au début du Paléozoïque au centre du territoire de la commune.

### Relief et hydrographie
Le sol de la commune est relativement plat. Le littoral recèle deux éperons rocheux : Mindin au nord et le Pointeau à l'ouest.
Au nord, la commune est longée par la Loire. À l'est, le Franchais est la limite commune avec Corsept. Au sud, le Bréneau, quasiment asséché au XXIe siècle, sert de frontière avec la commune de Saint-Michel-Chef-Chef. Coulent également à Saint-Brevin : le Bodon (sud-nord), la Grande Courance et la Petite Courance (est-ouest) et le Boivre, autrefois navigable, qui prend sa source dans les marais de Saint-Père-en-Retz. Enfin, l'ouest de la commune est entièrement bordé par l'océan Atlantique.

### Littoral

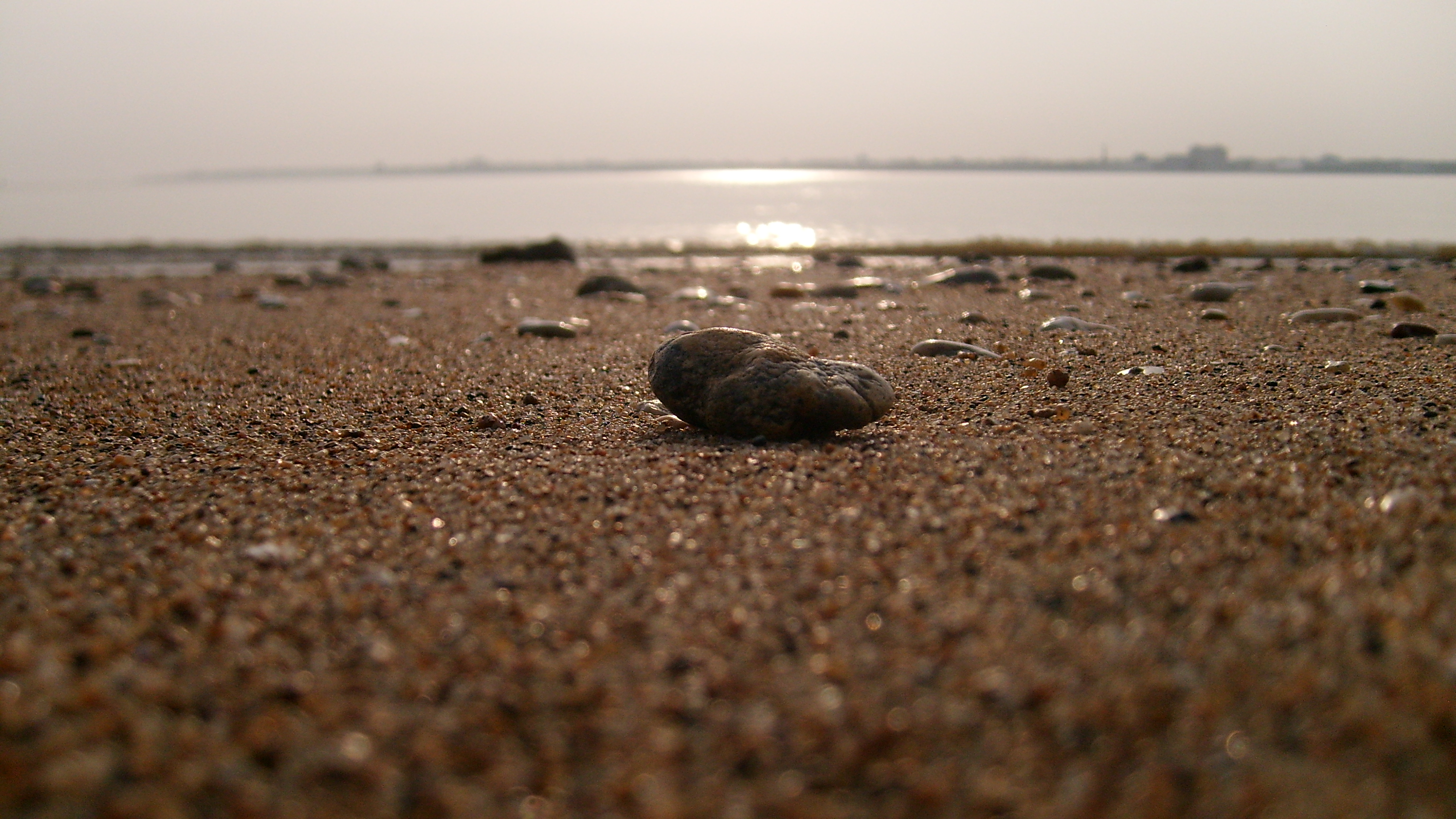
Plage de Saint-Brevin-les-Pins, avec au loin Saint-Nazaire.

La côte était autrefois découpée, présentant des falaises. Mindin était une île. Le niveau des mers variant au cours du temps, le littoral s'est situé plus haut et plus bas que le niveau actuel. Les dépôts alluvionnaires, déposés notamment par la Loire, ont conduit à l'aspect linéaire et plat du XXIe siècle. À partir du XVIe siècle, l'invasion des sables a donné au littoral son aspect en partie dunaire.
La station comporte plusieurs plages, comme celles de Mindin, de la Duchesse Anne et des Pins près du centre-ville, et d'autres, au sud, comme celles de l'Océan, des Rochelets et de l’Ermitage.

### Climat
Pour des articles plus généraux, voir Climat des Pays de la Loire et Climat de la Loire-Atlantique.
En 2010, le climat de la commune est de type climat océanique franc, selon une étude du CNRS s'appuyant sur une série de données couvrant la période 1971-2000. En 2020, Météo-France publie une typologie des climats de la France métropolitaine dans laquelle la commune est exposée à un climat océanique et est dans la région climatique Bretagne orientale et méridionale, Pays nantais, Vendée, caractérisée par une faible pluviométrie en été et une bonne insolation.
Pour la période 1971-2000, la température annuelle moyenne est de 12,3 °C, avec une amplitude thermique annuelle de 12,4 °C. Le cumul annuel moyen de précipitations est de 759 mm, avec 11,9 jours de précipitations en janvier et 6,1 jours en juillet. Pour la période 1991-2020, la température moyenne annuelle observée sur la station météorologique de Météo-France la plus proche, « Pte de Chemoulin », sur la commune de Saint-Nazaire à 5 km à vol d'oiseau, est de 13,1 °C et le cumul annuel moyen de précipitations est de 595,3 mm,. Pour l'avenir, les paramètres climatiques de la commune estimés pour 2050 selon différents scénarios d'émission de gaz à effet de serre sont consultables sur un site dédié publié par Météo-France en novembre 2022.
| Mois                                  | jan.            | fév.            | mars            | avril         | mai            | juin            | jui.            | août           | sep.         | oct.            | nov.            | déc.            | année     |
| ------------------------------------- | --------------- | --------------- | --------------- | ------------- | -------------- | --------------- | --------------- | -------------- | ------------ | --------------- | --------------- | --------------- | --------- |
| Température minimale moyenne (°C)     | 5               | 4,9             | 6,6             | 8,3           | 11,3           | 13,8            | 15,6            | 15,8           | 13,9         | 11,7            | 8,2             | 5,5             | 10,1      |
| Température moyenne (°C)              | 7,1             | 7,4             | 9,7             | 11,7          | 14,9           | 17,6            | 19,1            | 19,5           | 17,7         | 14,5            | 10,7            | 7,8             | 13,1      |
| Température maximale moyenne (°C)     | 9,2             | 10              | 12,7            | 15,1          | 18,5           | 21,4            | 22,7            | 23,2           | 21,4         | 17,3            | 13,2            | 10              | 16,2      |
| Record de froid (°C) date du record   | −12 20.01.1963  | −10 03.02.1956  | −6,4 07.03.1971 | −3 12.04.1986 | 1,6 09.05.1951 | 4 02.06.1962    | 8 05.07.1965    | 7,8 31.08.1986 | 5 19.09.1977 | −1,4 27.10.1947 | −5,8 20.11.1985 | −8,6 25.12.1962 | −12 1963  |
| Record de chaleur (°C) date du record | 15,1 16.01.1996 | 17,4 28.02.1948 | 23,8 29.03.12   | 27 22.04.1984 | 33 28.05.1947  | 36,6 25.06.1976 | 37,6 11.07.1983 | 35,2 09.08.03  | 33 03.09.05  | 28,4 01.10.11   | 20 06.11.1992   | 15,6 11.12.00   | 37,6 1983 |
| Précipitations (mm)                   | 61,1            | 47,7            | 45,2            | 44,1          | 41,5           | 28,7            | 35              | 33,4           | 46,8         | 68,9            | 70,9            | 72              | 595,3     |

## Urbanisme

### Typologie
Au 1er janvier 2024, Saint-Brevin-les-Pins est catégorisée petite ville, selon la nouvelle grille communale de densité à sept niveaux définie par l'Insee en 2022.
Elle appartient à l'unité urbaine de Saint-Nazaire, une agglomération intra-départementale regroupant 17  communes, dont elle est une commune de la banlieue,,. Par ailleurs la commune fait partie de l'aire d'attraction de Saint-Nazaire, dont elle est une commune de la couronne,. Cette aire, qui regroupe 24 communes, est catégorisée dans les aires de 200 000 à moins de 700 000 habitants,.
La commune, bordée par l'océan Atlantique, est également une commune littorale au sens de la loi du 3 janvier 1986, dite loi littoral. Des dispositions spécifiques d’urbanisme s’y appliquent dès lors afin de préserver les espaces naturels, les sites, les paysages et l’équilibre écologique du littoral, tel le principe d'inconstructibilité, en dehors des espaces urbanisés, sur la bande littorale des 100 mètres, ou plus si le plan local d’urbanisme le prévoit.

### Occupation des sols
L'occupation des sols de la commune, telle qu'elle ressort de la base de données européenne d’occupation biophysique des sols Corine Land Cover (CLC), est marquée par l'importance des territoires artificialisés (38,5 % en 2018), en augmentation par rapport à 1990 (30,2 %). La répartition détaillée en 2018 est la suivante : 
zones urbanisées (34,2 %), zones agricoles hétérogènes (22,2 %), eaux maritimes (15,6 %), prairies (12,7 %), zones humides côtières (6,5 %), zones industrielles ou commerciales et réseaux de communication (4,3 %), forêts (1,9 %), terres arables (1,2 %), milieux à végétation arbustive et/ou herbacée (0,9 %), espaces ouverts, sans ou avec peu de végétation (0,5 %). L'évolution de l’occupation des sols de la commune et de ses infrastructures peut être observée sur les différentes représentations cartographiques du territoire : la carte de Cassini (XVIIIe siècle), la carte d'état-major (1820-1866) et les cartes ou photos aériennes de l'IGN pour la période actuelle (1950 à aujourd'hui).

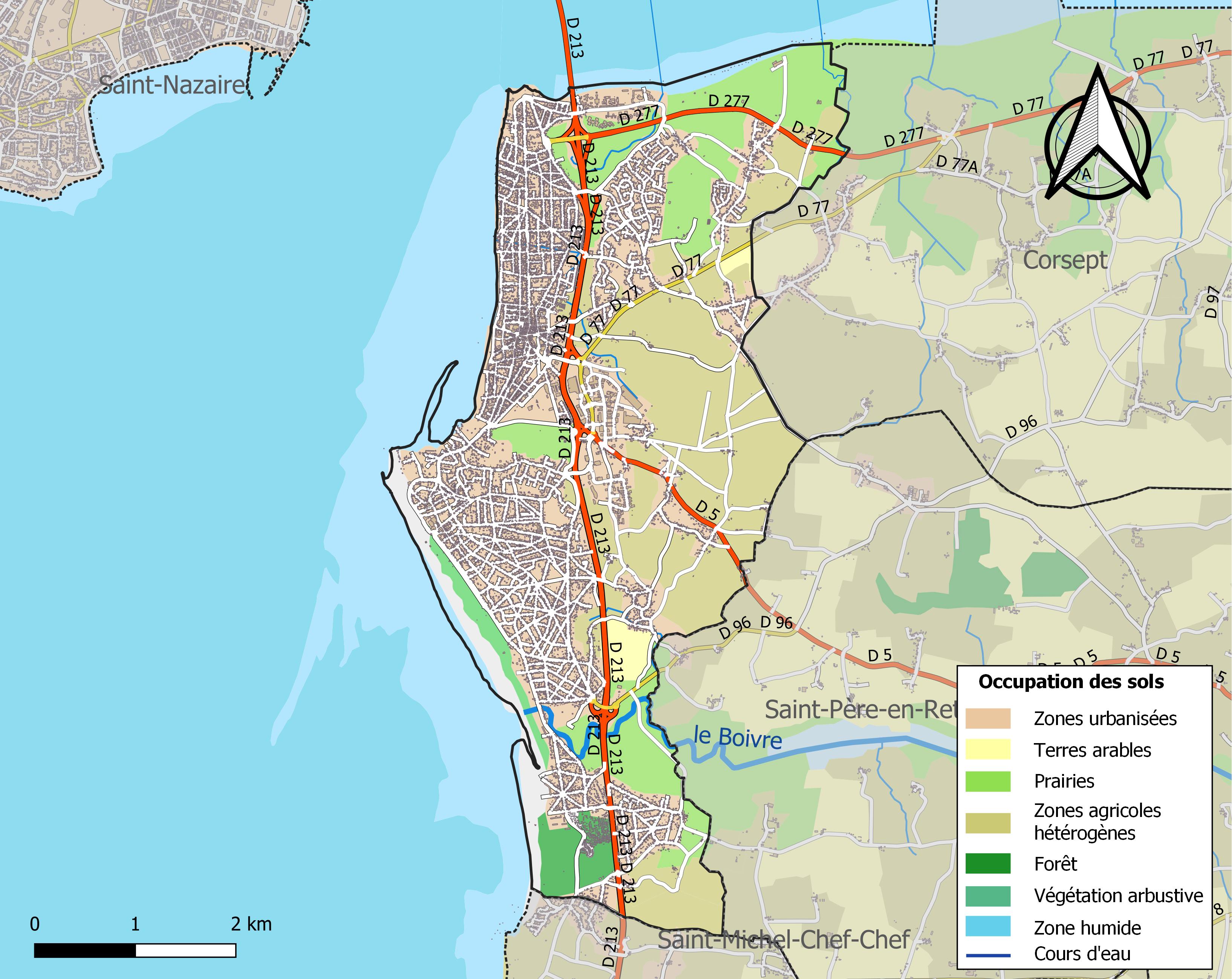
Carte des infrastructures et de l'occupation des sols de la commune en 2018 (CLC).

### Morphologie urbaine
La ville est le long d'une boisée de pins et s’articule autour de deux centres : les Pins et l’Océan. La partie ouest, le long du littoral, est plutôt bien urbanisée, des immeubles à quelques étages apparaissent face aux plages. La plus grande partie de la zone urbaine est constituée de maisons ou de villas. Dans l'est de la commune, l'habitat est dispersé en hameaux.

### Habitat et logement
En 2018, le nombre total de logements dans la commune était de 10 488, alors qu'il était de 9 865 en 2013 et de 9 205 en 2008.
Parmi ces logements, 62,4 % étaient des résidences principales, 35,6 % des résidences secondaires et 2 % des logements vacants. Ces logements étaient pour 73,2 % d'entre eux des maisons individuelles et pour 25,4 % des appartements.
Le tableau ci-dessous présente la typologie des logements à Saint-Brevin-les-Pins en 2018 en comparaison avec celle de la Loire-Atlantique et de la France entière. Une caractéristique marquante du parc de logements est ainsi une proportion de résidences secondaires et logements occasionnels très supérieure (35,6 %)  à celle du département (10,5 %) et à celle de la France entière (9,7 %), liée à son statut de commune balnéaire. Concernant le statut d'occupation de ces logements, 70,7 % des habitants de la commune sont propriétaires de leur logement (67,9 % en 2013), contre 61,7 % pour la Loire-Atlantique et 57,5 % pour la France entière.
| Typologie                                               | Saint-Brevin-les-Pins | Loire-Atlantique | France entière |
| ------------------------------------------------------- | --------------------- | ---------------- | -------------- |
| Résidences principales (en %)                           | 62,4                  | 83,9             | 82,1           |
| Résidences secondaires et logements occasionnels (en %) | 35,6                  | 10,5             | 9,7            |
| Logements vacants (en %)                                | 2                     | 5,6              | 8,2            |

La construction de logements entre 1949 et 2007 est constante, avec un nombre moyen annuel de nouveaux logements s'établissant à 64 entre 1949 et 1974, 70 entre 1975 et 1989, et 83 entre 1990 et 2004. L'Insee recense en 2007 869 habitations construites avant 1949 (soit 18,2 %), 1 605 entre 1949 et 1974, 1 052 entre 1975 et 1989 (22,1 %), et 1 242 entre 1990 et 2004 (26 %)
Le nombre de logements sociaux a pour sa part diminué entre 1999 et 2018, passant de 243 à 191 ; ce type de logement ne représente alors que 2,9 % des résidences principales,.

### Voies de communication et transports

#### Voies routières
La commune est reliée à Saint-Nazaire par le pont de Saint-Nazaire et la Route Bleue. Longtemps Saint-Nazaire et Saint-Brevin-les-Pins n'ont eu comme moyen de liaison que le bac que l'on prenait à la pointe de Mindin. Depuis 1974 et la construction du pont de Saint-Nazaire, il est beaucoup plus aisé de se rendre d'une ville à l'autre. La gratuité du pont depuis le 1er octobre 1994 a eu pour effet de favoriser les échanges entre les deux villes et a permis à Saint-Brevin-les-Pins de se développer.

#### Transports en commun
Jusqu'en 2001, Saint-Brevin-les-Pins était adhérente au Syndicat intercommunal de l'estuaire et de la région nazairienne (SIERNA), et était donc desservie par les bus urbains de la STRAN. Aujourd'hui, Saint-Brevin-les-Pins est desservie par les lignes 315 (Saint-Nazaire-Pornic-Préfailles), 316 (Saint-Nazaire-Paimbœuf-Frossay) et 317 (Saint-Nazaire-Saint-Brevin) du réseau Aléop, ainsi que par la ligne 301 (Nantes-Saint-Brevin) pendant la saison estivale. Depuis 2007, le Brévibus dessert l'intégralité du territoire de la commune. Depuis un remodelage en 2021, le réseau est actuellement composé de cinq lignes et est en correspondance avec les lignes Aléop au pôle d'échange de la Bresse.
Saint-Brevin n'est desservie par aucune gare ferroviaire. Les gares les plus proches sont celles de Saint-Nazaire et de Pornic.

#### Déplacements doux
Le site de Mindin est la dernière étape à l'ouest du parcours cyclable La Loire à Vélo qui part de Cuffy, près de Nevers, et longe le fleuve sur 600 km, dont environ 5 sur le territoire de la commune de Saint-Brevin. Le réseau d'aménagement cyclable Vélocéan doit à terme parcourir la commune. La commune est également située à la croisée des deux véloroutes européennes EuroVelo 1 et EuroVelo 6.
Les circuits cyclables étant discontinus sur la côte du département du fait de la présence de l'estuaire, pour disposer d'une solution de circulation minimale en cas d'indisponibilité du pont de Saint-Nazaire et pour alléger le trafic de celui-ci en période de pointe, le conseil général avait lancé un projet de navette fluviale à usage exclusif des piétons et des cycles. Mais celui-ci a depuis été abandonné. Depuis 2017, une navette routière a été mise en place pour traverser le pont de Saint-Nazaire, spécialement pour le transport des vélos. Elle ne circule que l'été.

## Toponymie
Le nom de la localité est attesté sous les formes Sancti Brevenni au XIe siècle, Sanctum Brevennum en 1287, Sanctus Bragwinnus au XVIe siècle, Saint Brevein en 1709.
Le bulletin des lois officialise successivement la graphie du nom de la commune sous la forme Saint Brevain, Saint-Brevin et Saint-Brévin.
Saint Brevin fut archevêque de Cantorbéry avant d'être canonisé après sa mort en 764. Un prieuré avait été édifié au sud de l'estuaire après la christianisation due à saint Martin de Vertou au Ve siècle. Après le passage des Vikings, l'Église a procédé à une « réévangélisation » menée par des moines de Cantorbéry au IXe siècle. Un prieuré dédié à Bregwyn est bâti. La graphie évolue en Brewing, Breguwine, Breguvin, Brevein, Brevain, Breven puis Brevin.
Le 24 mai 1900, la commune alors dénommée « Saint-Brévin » prend le nom de « Saint-Brévin-les-Pins », les pins plantés par l'homme à partir de 1860 ayant formé sur les dunes une forêt. Un accent aigu sur le « e » de « Brévin » a été ajouté, afin de différencier la prononciation du mot de celle des Brévinois, qui prononçaient le « e » à la manière d'un « e » muet. Le 30 mai 1951, la suppression de l'accent est officialisée, pour tendre vers une graphie proche de l'origine du nom,, sauf pour le gentilé des habitants qui garde cet accent aigu.
Saint-Brevin-les-Pins est toutefois encore orthographié « Saint-Brévin-les-Pins » (avec un accent aigu sur le « e » de Brevin) sur les cartes de l’Institut national de l'information géographique et forestière ou Michelin. Cet accent aigu persiste sur de nombreux documents provenant de la commune, y compris sur certains édités par son office du tourisme, même si la graphie « Brevin » tend à se généraliser de plus en plus aujourd'hui.
Saint-Brevin se situe au nord de la zone de transition linguistique entre le gallo et le poitevin. En gallo, son nom s'écrit Saint-Bervin selon l'écriture ABCD. En gallo comme en poitevin, la prononciation traditionnelle locale est [sɛ̃bʁ̩vɛ̃].
Un nom en breton est attesté à la fin du XXe siècle : Sant-Brewenn.
Durant la Révolution, la commune porte le nom d'Union.

## Histoire

### Des origines
L'archéologie a permis de révéler des traces de bivouac remontant au Paléolithique (lieu-dit La Briordais et estuaire de la Boivre). Comme les quatre dolmens et les cinq menhirs recensés sur la commune l'attestent, le site de la commune a été habité au Néolithique. L'éperon rocheux à l'embouchure de l'estuaire de la Loire porte le nom de Mindin, vocable d'origine celte signifiant « fortification de pierre », ce qui peut laisser envisager une utilisation du site à cette époque. Du peuplement celte il reste les vestiges de deux villages gaulois, et la période gallo-romaine a légué les restes de six villas. Le nom de la seigneurie, La Guerche, est d'origine franque ou germaine, et peut être traduit par bastide. Des sarcophages mérovingiens ont été découverts en 1863 lors du transfert du cimetière, élément concordant avec l'hypothèse qui fait de La Guerche un lieu de garnison dans la lutte contre les Wisigoths puis les Vikings et les Bretons, l'utilisation du vocable guerche étant recensé 35 fois dans la Marche de Bretagne franque. C'est Dagobert Ier qui assoit la domination des Francs dans le pays de Retz. Certaines guerches deviennent des fiefs féodaux lors de la venue de Roland (le héros malheureux de Roncevaux) à la tête de la préfecture des marches de Bretagne pour contenir les Bretons. C'est ainsi que Saint-Brevin devient une seigneurie.

### Incorporation à la Bretagne
Au IXe siècle, Saint-Brevin fait partie du comté d'Herbauges, qui regroupe militairement l'ensemble des paroisses et villages du bas-Poitou en lutte contre les invasions Vikings. En 851, le roi de Bretagne, Erispoë et le roi de France, Charles le Chauve, signent le traité d'Angers qui permet aux bretons d'élargir leur territoire en occupant le Pays rennais, le Pays nantais et le pays de Retz.

### De la fin du Moyen Âge à la Révolution
En 1040, La Guerche devient châtellenie sous Alan de la Guerche.
La première référence à la ville est une charte de 1104, signée de Dame Barbota, qui établit que celle-ci abandonne ses droits sur l'église de Saint-Brevin, qui est alors sa propriété, ainsi que le droit de nommer le chapelain. Saint-Brevin est tout d'abord essentiellement un village de marins, de pêcheurs et d'agriculteurs. Elle est ensuite érigée en marquisat au XVIIe siècle, après le rachat de la propriété de la seigneurie de La Guerche par René de Bruc. Lieu stratégique, notamment pour le guet du trafic sur le fleuve, Mindin est fortifiée par Vauban en 1696 afin de la protéger des Anglais. En 1754 le site et celui du fort de Villès-Martin à Saint-Nazaire sont conjointement renforcés par l'ingénieur Touros pour permettre d'interdire l'accès du fleuve à d'éventuels ennemis.

### XIXesiècle
En 1810, le premier cadastre met en lumière le danger de l'envahissement du village par les dunes qui ont une largeur de 850 mètres. L'église et son cimetière sont entourées de palissades de bois destinées à les protéger du mouvement des sables. C'est en 1807 que la décision d'établir cette protection a été prise, pour faire face à l'avancée du sable comme c'est le cas à Escoublac, dont le bourg finira par être déplacé. En prenant exemple sur les plantations de pins maritimes effectués par l'ingénieur Brémontier sur la côte de l'Aquitaine, M. Pradal, nouveau propriétaire de La Guerche, plante des pins, des chênes verts, des tamaris et des genêts épineux sur 29 ares. Le successeur de M. Pradal, M. Drouet, veut développer l'expérience, mais le conseil municipal refuse de lui concéder les dunes, considérant que les essais sont des échecs.
En 1829, la tentative d'un Nantais, M. Haentjens, de se voir octroyer la concession des dunes échoue également. Puis l'État en conteste le droit de propriété entre 1833 et 1845. Finalement, la commune conserve les dunes. Un plan de partage des sables est réalisé en 1859 par Alphonse Padioleau, géomètre. Celui-ci dresse un plan organisant le tracé des voies parcourant la zone. Ces voies deviendront avenues, Padioleau est le premier urbaniste de la ville. Des notables basés majoritairement à Nantes et Paimbœuf se portent acquéreurs de grands domaines constitués de dunes, et les Brévinois bénéficiaires du partage acceptent d'être dédommagés. Les acheteurs ont obligation d'établir des plantations pour fixer les dunes, opération qui débute en 1860.
Parallèlement, la commune songe à son développement économique, et celui-ci semble lié à l'essor de Saint-Nazaire sur l'autre rive de l'estuaire. Les voies de communications s'orientent vers Mindin, d'où on peut accéder à la ville voisine par bateau. Un débarcadère est mis en service en 1877.
En 1882, commence la construction de ce qui deviendra « Saint-Brevin-l’Océan », avec son casino, de nombreuses villas et la chapelle Saint-Louis (1889).
La commune s'appelait alors « Saint-Brévin » et ce n'est qu'en 1899 qu'on décide de la renommer en « Saint-Brévin-les-Pins » en l'honneur des arbres qui ont sauvé la ville de l'ensablement.

### XXesiècle

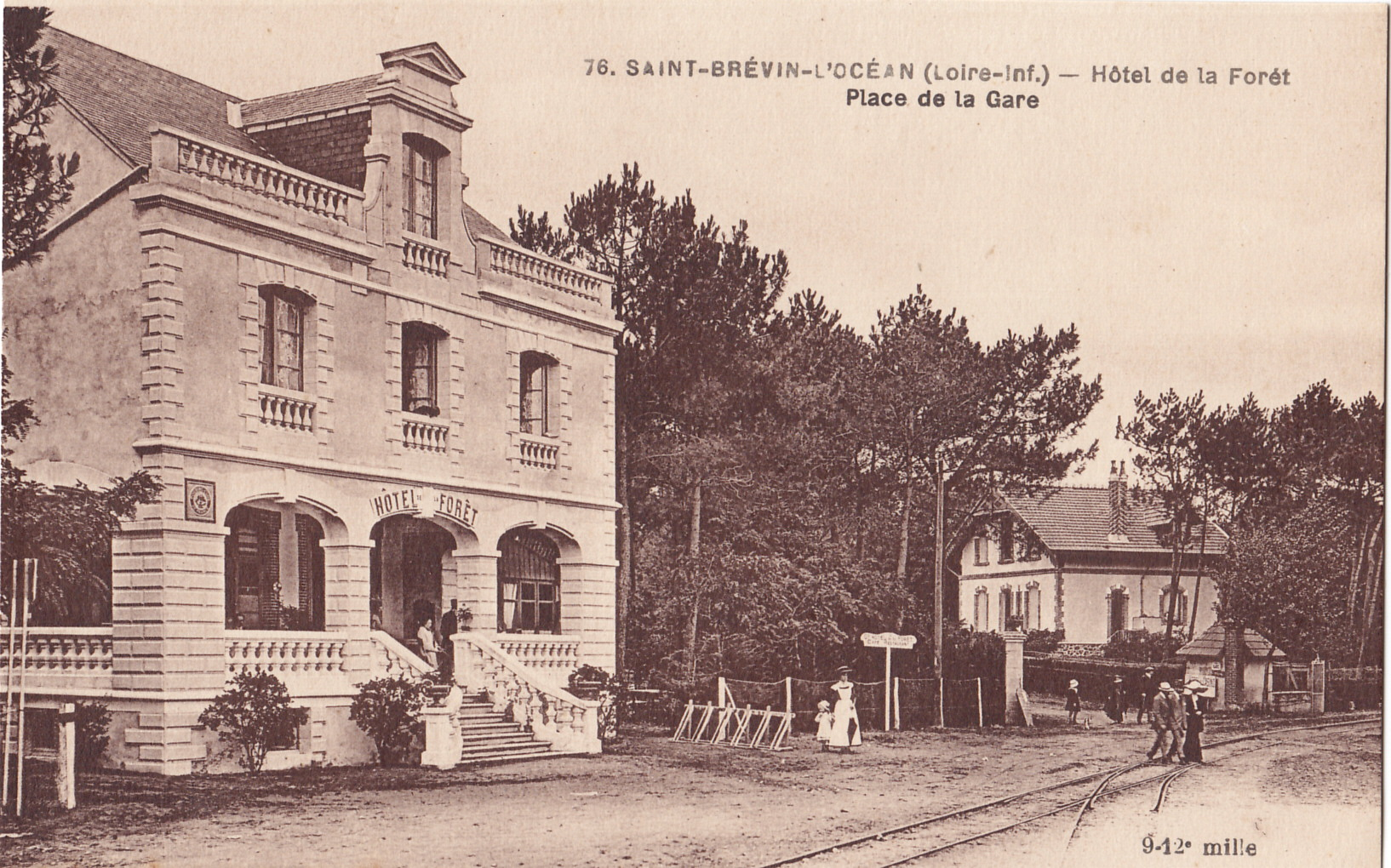
L'Hôtel de la Forêt et la place de la gare de Saint-Brévin-l'Océan, au début du XX.

En 1906, la nouvelle station balnéaire est desservie par la Ligne ferroviaire Pornic - Paimbœuf à voie métrique, trois gares sont construites sur la commune : « Mindin », « Saint-Brévin-les-Pins » et « Saint-Brévin-l'Océan ». Cette ligne sera fermée en 1939.
Au cours de la Seconde Guerre mondiale, Saint-Brevin-les-Pins est endommagée, et l'on peut encore de nos jours voir les blockhaus laissés par les Allemands sur la côte. La Seconde Guerre mondiale se prolongea à Saint-Brevin-les-Pins jusqu'au 11 mai 1945 (soit trois jours après la capitulation allemande), alors que dans le reste de la France la guerre était finie depuis plusieurs mois. C'est l'épisode connu sous le nom de Poche de Saint-Nazaire.
Comme partout tout tourne au ralenti. Mais contrairement à Saint-Nazaire qui a été bombardé et détruit à plus de 80 %, Saint-Brevin a moins souffert des bombardements alliés. Avant 1944, deux bombes seulement sont tombées à la Hautière, une femme y a été tuée, une autre bombe à retardement est tombée dans un champ à la Nicolerie et a éclaté dans l’après-midi. Par ailleurs, des maisons ont été rasées par l'occupant allemand, pour leurs besoins concernant l'axe de tir des casemates et blockhaus. Puis, pendant la période de la résistance de la poche de Saint-Nazaire, il y avait les tirs tendus incessants des batteries de canons jumelés qui tiraient sur Frossay, Arthon, Cheméré, là ou stationnaient les maquisards et les FFI. Il y avait aussi de nombreux tirs antiaériens sur les avions qui venaient bombarder Saint-Nazaire ; plusieurs avions ont d'ailleurs été abattus par les Allemands. Au départ, les écoles étaient à moins de 500 mètres des batteries installées sur les dunes en bordures de l’estuaire. Les détonations étaient effroyables, ce qui a conduit à les fermer. En plus des batteries de canons, il y avait des champs de mines qui coupaient Saint-Brevin en deux, les plages étaient couvertes des protections anti-débarquement appelées « asperges de Rommel », qui consistaient en des poteaux en bois surmontés de mines.
La catastrophe du Boivre, le 17 mars 1945, fut le point d'orgue tragique de l'occupation de Saint-Brevin. Il s'agit de l’explosion accidentelle d’un tas de mines, lors d'un déminage conduit par les Allemands afin de dévier le ruisseau du Boivre qui inondait la région. L’explosion a fait 15 morts parmi les habitants réquisitionnés, dont deux Allemands, et de nombreux blessés. Aujourd'hui encore, la cause exacte en est indéterminée.
À partir du milieu des années 1950, la ville connaît une période de modernisation, qui sera marquée par l'ouverture du pont de Saint-Nazaire en 1975, permettant de désenclaver le sud de l'estuaire de la Loire. Le fait que ce pont soit payant a limité un temps la croissance démographique de Saint-Brevin, restriction qui a disparu le 1er octobre 1994, date à laquelle l'accès au pont est devenu gratuit. En 1955, des travaux sont lancés pour protéger Saint-Brevin des tempêtes qui endommageaient des bâtiments, notamment sous les effets du sable que les vents violents charriaient. Entre 1959 et 1972, une digue pour se protéger du sable est construite. C'est ensuite au contraire un plan de sauvegarde des dunes qui a dû être engagé.

## Politique et administration

### Rattachements administratifs et électoraux

#### Rattachements administratifs
La commune se trouve depuis 1926 dans l'arrondissement de Saint-Nazaire du département de la Loire-Atlantique.
Elle faisait partie depuis 1793 du canton de Paimboeuf. Dans le cadre du redécoupage cantonal de 2014 en France, cette circonscription administrative territoriale a disparu, et le canton n'est plus qu'une circonscription électorale.

#### Rattachements électoraux
Pour les élections départementales, la commune est  depuis 2014 le bureau centralisateur du canton de Saint-Brevin-les-Pins
Pour l'élection des députés, elle fait partie de la neuvième circonscription de la Loire-Atlantique.

### Intercommunalité
Saint-Brevin-les est membre de la communauté de communes du Sud Estuaire, un établissement public de coopération intercommunale (EPCI) à fiscalité propre créé en 1996 et auquel la commune a transféré un certain nombre de ses compétences, dans les conditions déterminées par le code général des collectivités territoriales.
Cette intercommunalité a été constituée par scission du Syndicat Intercommunal de l’Estuaire et de la région nazairienne (SIERNA) dont la partie restante est devenue par la suite la CARENE.

### Tendances politiques et résultats
Le décompte des votes du 1er tour de l'élection présidentielle 2007 a révélé à Saint-Brevin-les-Pins un taux d'abstention de 12,13 %, nettement inférieur au taux national. Les électeurs brévinois ont principalement voté pour N. Sarkozy 30,09 %, S. Royal 26,94 %, F. Bayrou 19,77 %, J.-M. Le Pen 7,75 % et O. Besancenot 4,88 %. M. Sarkozy obtient 1 % de moins qu'au niveau national, Mme Royal 1 % de plus. Cette tendance se confirme au second tour, avec une abstention toujours inférieure à celle du pays entier, car si Saint-Brevin-les-Pins vote majoritairement pour M. Sarkozy (50,15 %), devant Mme Royal (49,85 %), c'est avec un écart nettement inférieur à celui de l'ensemble du pays (respectivement 53,06 % et 46,94 %).
Lors du premier tour des élections municipales de 2014 dans la Loire-Atlantique, la liste DVD menée par le maire sortant Yannick Haury  obtient la majorité absolue des suffrages exprimés, avec 4 462 voix (71,38 %, 29 conseillers municipaux élus dont 15 communautaires), devançant très largement celles menées respectivement par :
 
- Jean-Philippe Reverdy (DVGn 1 151 voix, 18,41 %, 3 conseillers municipaux élus dont 1 communautaire) ;

- Stéphane Bertrand (EELV, 638 voix, 10,20 %, 1 conseiller municipal et communautaire élu.

Lors de ce scrutin, 34,80 % des électeurs se sont abstenus.
Lors du second tour des élections municipales de 2020 dans la Loire-Atlantique, la liste DVC menée par le maire sortant Yannick Morez — qui a succédé en 2017 à Yannick Haury — obtient la majorité des suffrages exprimés avec 1 649 voix (33,34 %, 22 conseillers municipaux élus dont 12 communautaires, devançant  de 92 voix celle LREM menée par Benoît Guérin (1 557 voix, 31,48 %, 5 conseillers municipaux élus dont 2 communautaires).
 Les deux autres listes sont celles UG de Véronique Rey-Thibault (1 133 voix, 22,91 %, 4 conseillers municipaux élus dont 2 communautaires) et DVC/DVD menée par Nathalie Le Berre (607 voix, 12,27 %, 2 conseillers municipaux élus dont 1 communautaire).
Lors de ce scrutin marqué par la pandémie de Covid-19 en France, 55,89 % des électeurs se sont abstenus,.
Lors du premier tour de l'élection présidentielle de 2022, les quatre premiers candidats sont Emmanuel Macron (34,19 % des suffrages exprimés), Marine Le Pen (19,09 %), Jean-Luc Mélenchon (18,44 %) et Yannick Jadot (6,98 %).
Au second tour, le candidat élu Emmanuel Macron recueille 5 590 voix (66,69 %) et Marine Le Pen 2 792 voix (33,31 %). Lors de ce scrutin, 21,32 % des électeurs se sont abstenus.

### Politique locale
En 2023, le maire Yannick Morez  subit pendant plusieurs mois des menaces de la part de militants d'extrême droite. Elles se manifestent notamment par des tracts injurieux dans sa boîte aux lettres ou des invectives sur la voie publique,.
Le 22 mars 2023, les véhicules du maire font l'objet d'un incendie criminel devant son domicile, dégradant la façade de ce dernier. En conséquence, et parce qu'il a la sensation de ne pas être soutenu par l'État, il présente sa démission le 9 mai 2023 au préfet de Loire-Atlantique Fabrice Rigoulet-Roze,. À la suite de sa démission et de la médiatisation de celle-ci, il est auditionné par la commission des Lois du Sénat et est reçu à l'Hôtel de Matignon par la Première ministre Élisabeth Borne. Le 24 mai 2023, un rassemblement de soutien a lieu dans la commune, regroupant environ 3000 personnes dont de nombreux élus issus de partis politiques de gauche. Il a pris la parole en les remerciant de leur soutien mais n’y a pas plus participé pour, selon lui, éviter la récupération politique par l'extrême gauche.

### Liste des maires
| Période    | Période                    | Identité              | Étiquette               | Qualité |
| ---------- | -------------------------- | --------------------- | ----------------------- | --- |
| 1945       | 1949                       | Ely Merceron          |                         | Juge de paix |
| 1949       | 1958                       | Henri Baslé           |                         | Propriétaire, notaire à Frossay |
| 1958       | mars 1965                  | Maurice Haye          |                         | Ingénieur au service géographique des armées |
| mars 1965  | février 1968               | Louis Dollé           |                         | Ancien pilote automobile Décédé en fonction |
| mars 1968  | mars 1977                  | Jean Chauvet          | SE                      | Ingénieur maritime Conseiller général de Paimbœuf (1972 → 1979) |
| mars 1977  | mars 1989                  | Raymond Kerverdo      | RPR                     | Ancien commandant à la Compagnie générale transatlantique Conseiller général de Paimbœuf (1979 → 1998) |
| mars 1989  | juin 1995                  | Étienne Chauvin       | PS                      | Professeur de sciences naturelles en collège |
| juin 1995  | mars 2007                  | Christian Renaudineau | DVD puis UMP            | Responsable de la navigation aérienne Président de la CC du Sud Estuaire (1997 → 2008) Démissionnaire pour raisons personnelles |
| mars 2007  | juin 2017                  | Yannick Haury         | UMP puis DVD puis MoDem | Pharmacien Député de la Loire-Atlantique (2017 → ) Conseiller général de Paimbœuf (2011 → 2015) Conseiller départemental de Saint-Brevin-les-Pins (2015 → 2021) Président de la CC du Sud Estuaire (2008 → 2017) Démissionnaire à la suite de son élection comme député |
| juin 2017  | mai 2023                   | Yannick Morez         | DVD                     | Médecin généraliste Président de la CC du Sud Estuaire (2017 → 2023) Démissionnaire |
| juin 2023, | En cours (au 10 juin 2023) | Dorothée Pacaud       | SE                      | Professeure d’histoire-géographie en collège Présidente de la CC du Sud Estuaire (2023 → ) |

### Distinctions et labels
Saint-Brevin-les-Pins est une Ville Fleurie avec 1 fleur au concours des villes et villages fleuris.

### Jumelages
Saint-Brevin-les-Pins est jumelée avec plusieurs villes : 
- Peißenberg (Allemagne) depuis 1986 ;
- Santomera (Espagne) depuis 1990 ;
- Ayent (Suisse) depuis 2000[50].

L'Atlas français de la coopération décentralisée et des autres actions extérieures ne recense pas le jumelage avec Ayent, mais indique un jumelage avec Ramsey, commune du Royaume-Uni, depuis 1975.

## Équipements et services publics

### Eau et déchets
La communauté de communes du Sud-Estuaire est chargée du ramassage et du tri des déchets.

### Enseignement
La commune dépend de l'académie de Nantes.
À Saint-Brevin-les-Pins les enfants sont accueillis dans quatre maternelles, trois écoles élémentaires publiques et une école d'enseignement privé. La ville accueille également un collège d’enseignement public, un collège d'enseignement privé, ainsi qu’un centre de formation des apprentis du bâtiment.

### Santé
L'hôpital de jour pour adulte la Marjolaine, centre médico-psychologique adultes psy 3 l'Estuaire, dépendant du Centre hospitalier général de Saint-Nazaire, est établi à Saint-Brevin.
Il y a, en novembre 2010, treize médecins généralistes et un laboratoire d'analyse médicale installés dans la commune.

### Sécurité, instances judiciaire et administrative
La commune dépend de la cour d'appel de Rennes, du tribunal de grande instance et d'instance ainsi que du tribunal de commerce et du conseil de prud'hommes de Saint-Nazaire. Elle dépend également de la cour administrative d'appel de Nantes.

## Population et société

### Démographie
Selon le classement établi par l'Insee, Saint-Brevin-les-Pins est le centre d'une aire urbaine, d'une unité urbaine, et d'un bassin de vie. Elle fait partie de la zone d'emploi de Saint-Nazaire. Toujours selon l'Insee, en 2010, la répartition de la population sur le territoire de la commune était considérée comme « intermédiaire » : 81 % des habitants résidaient dans des zones « intermédiaires » et 19 % dans des zones « peu denses ».

#### Évolution démographique
L'évolution du nombre d'habitants est connue à travers les recensements de la population effectués dans la commune depuis 1793. Pour les communes de plus de 10 000 habitants les recensements ont lieu chaque année à la suite d'une enquête par sondage auprès d'un échantillon d'adresses représentant 8 % de leurs logements, contrairement aux autres communes qui ont un recensement réel tous les cinq ans,.

En 2022, la commune comptait 14 645 habitants, en évolution de +6,29 % par rapport à 2016 (Loire-Atlantique : +6,68 %, France hors Mayotte : +2,11 %).
| 1793 | 1800 | 1806  | 1821  | 1831  | 1836  | 1841 | 1846 | 1851  |
| ---- | ---- | ----- | ----- | ----- | ----- | ---- | ---- | ----- |
| 986  | 913  | 1 162 | 1 079 | 1 023 | 1 008 | 944  | 980  | 1 026 |

| 1856  | 1861  | 1866  | 1872  | 1876  | 1881  | 1886  | 1891  | 1896  |
| ----- | ----- | ----- | ----- | ----- | ----- | ----- | ----- | ----- |
| 1 047 | 1 085 | 1 159 | 1 188 | 1 215 | 1 202 | 1 204 | 1 348 | 1 566 |

| 1901  | 1906  | 1911  | 1921  | 1926  | 1931  | 1936  | 1946  | 1954  |
| ----- | ----- | ----- | ----- | ----- | ----- | ----- | ----- | ----- |
| 1 641 | 1 872 | 1 964 | 2 318 | 2 760 | 3 117 | 3 387 | 6 008 | 7 087 |

| 1962  | 1968  | 1975  | 1982  | 1990  | 1999  | 2006   | 2011   | 2016   |
| ----- | ----- | ----- | ----- | ----- | ----- | ------ | ------ | ------ |
| 7 357 | 8 008 | 8 614 | 8 582 | 8 688 | 9 608 | 11 750 | 12 456 | 13 778 |

| 2021   | 2022   | - | - | - | - | - | - | - |
| ------ | ------ | - | - | - | - | - | - | - |
| 14 411 | 14 645 | - | - | - | - | - | - | - |

#### Pyramide des âges
La population de la commune est relativement âgée.
En 2018, le taux de personnes d'un âge inférieur à 30 ans s'élève à 25,8 %, soit en dessous de la moyenne départementale (37,3 %). À l'inverse, le taux de personnes d'âge supérieur à 60 ans est de 37,1 % la même année, alors qu'il est de 23,8 % au niveau départemental.
En 2018, la commune comptait 6 804 hommes pour 7 314 femmes, soit un taux de 51,81 % de femmes, légèrement supérieur au taux départemental (51,42 %).
Les pyramides des âges de la commune et du département s'établissent comme suit.
| Hommes | Classe d’âge | Femmes |
| ------ | ------------ | ------ |
| 0,6    | 90 ou +      | 2,4    |
| 8,6    | 75-89 ans    | 13,6   |
| 23,5   | 60-74 ans    | 25,3   |
| 22,1   | 45-59 ans    | 20,8   |
| 16,5   | 30-44 ans    | 14,6   |
| 13,4   | 15-29 ans    | 9,6    |
| 15,2   | 0-14 ans     | 13,7   |

| Hommes | Classe d’âge | Femmes |
| ------ | ------------ | ------ |
| 0,6    | 90 ou +      | 1,8    |
| 6      | 75-89 ans    | 8,6    |
| 15,1   | 60-74 ans    | 16,4   |
| 19,4   | 45-59 ans    | 18,8   |
| 20,1   | 30-44 ans    | 19,3   |
| 19,2   | 15-29 ans    | 17,4   |
| 19,5   | 0-14 ans     | 17,6   |

### Manifestations culturelles et festivités
La fête de la moule est organisée tous les ans en été, avec à son programme musique et moules frites.
Chaque année au mois d'août, en plus du feu d'artifice du 14 juillet, la ville accueille un festival International d'Art pyrotechnique au cours duquel trois nations présentent leurs réalisations.
Entre 1995 et 2007, le troisième week-end d'août, un festival de cerfs-volants se déroulait sur la plage face au Casino ; baptisé les St B'Rêve de Vent entre 1999 et 2004, puis Les Gonflés à Bloc, il était animé par l'association « Les Éoliens ». En 2008 et 2009, le festival a eu lieu à Préfailles.
Depuis 1993, la ville est animée au printemps et en été par le festival « La Déferlante ». Diverses manifestations culturelles gratuites sont organisées par l'association éponyme dans neuf stations balnéaires de la région Pays de la Loire : Saint-Brevin-les-Pins, Pornic, Barbâtre, Notre-Dame-de-Monts, Saint-Jean-de-Monts, Saint-Hilaire-de-Riez, Saint-Gilles-Croix-de-Vie, Les Sables-d'Olonne et La Tranche-sur-Mer (du nord au sud).

### Sports

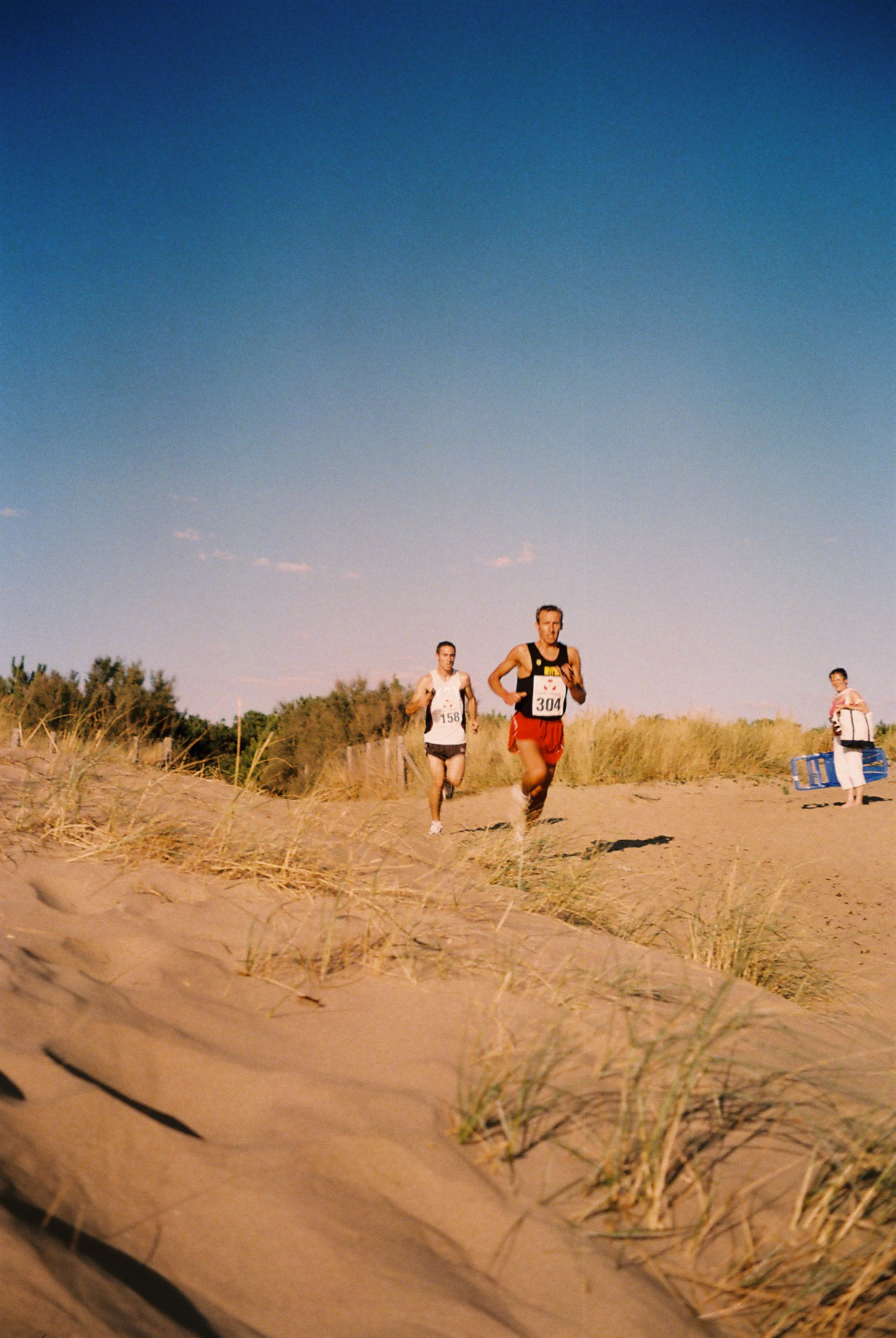
Les Foulées des Dunes.

Les équipements de la commune permettent la pratique du nautisme, de la natation, du tennis, du cyclisme, de la pétanque, du tennis de table, du fitness, du football, etc.
Les Foulées des Dunes sont une compétition sportive originale et conviviale se déroulant tous les ans, le 15 août, sur le bord de mer de Saint-Brevin-les-Pins. Elle est composée de 2 courses pédestres : 4 km à partir de cadets ; 9 km à partir de juniors. On compte un peu plus de 700 participants sur les deux courses. Elle est la dernière épreuve du Challenge Côte de Jade Atlantique.
Sur la plage en face du casino, chaque été, des tournois de beach-volley auxquels participent des sportifs de tous niveaux (de débutant à Pro A) sont organisés par des bénévoles avec l'aide de la municipalité.

### Médias
Outre les grands quotidiens régionaux Presse-Océan et Ouest-France, Le Courrier du pays de Retz est diffusé à Saint-Brevin.

### Cultes
Des lieux de cultes de la commune sont destinés à la pratique de la religion catholique. Le territoire de la ville fait intégralement partie de la paroisse Saint-Nicolas de l'Estuaire dans la zone pastorale du pays de Retz, qui dépend du diocèse de Nantes (province ecclésiastique de Rennes). Le culte est pratiqué dans l'église Saint-Brevin.
L'Église réformée propose des célébrations mensuelles (hebdomadaires en juillet et août) au temple protestant.

## Économie

### Revenus de la population
En 2008, le revenu fiscal médian par ménage était de 19 264 €, ce qui plaçait Saint-Brevin-les-Pins au 8 120e rang  parmi les 31 604 communes de plus de 50 ménages en métropole.

### Emploi
En 2007, 7 494 Brévinois avaient entre 15 et 64 ans, les actifs ayant un emploi représentaient 65,5 % de la population, les retraités en représentaient 13,3 %, tandis que 14,5 % des Brévinois était considéré comme autres inactifs. Enfin la population estudiantine représentait 6,8 % des habitants de Saint-Brevin
La même année l'Insee recense 466 chômeurs, ce qui donne un taux de chômage de 9,5 % pour la commune contre 9,3 % pour le département.
Répartition des emplois par domaines d'activité en 2007
|                             | Agriculture | Industrie | Construction | Commerce | Services |
| --------------------------- | ----------- | --------- | ------------ | -------- | -------- |
| Saint-Brevin-les-Pins       | 1,6 %       | 14,1 %    | 10,5 %       | 33,3 %   | 43,0 %   |
| Moyenne nationale           | 3,48 %      | 15,40 %   | 6,45 %       | 13,32 %  | 61,40 %  |
| Sources des données : Insee |             |           |              |          |          |

Répartition des emplois par catégories socioprofessionnelles en 2007
|                             | Agriculteurs | Artisans, commerçants, chefs d'entreprise | Cadres, professions intellectuelles | Professions intermédiaires | Employés | Ouvriers |
| --------------------------- | ------------ | ----------------------------------------- | ----------------------------------- | -------------------------- | -------- | -------- |
| Saint-Brevin-les-Pins       | 0,8 %        | 7,0 %                                     | 8,0 %                               | 22,5 %                     | 38,2 %   | 23,4 %   |
| Moyenne Nationale           | 2,4 %        | 6,4 %                                     | 12,1 %                              | 22,1 %                     | 29,9 %   | 27,1 %   |
| Sources des données : Insee |              |                                           |                                     |                            |          |          |

### Entreprises et commerces
Selon l'Insee, au 31 décembre 2008 Saint-Brevin comptait 735 entreprises, 15 d'entre elles comptant plus de 50 salariés dont 3 dans l'industrie et 6 dans le commerce.

#### Industrie
Les principales entreprises de l'industrie (de 251 à 500 salariés) sont Eiffel industrie et Maugin SAS.

#### Tourisme
Au 1er janvier 2010, la commune proposait 155 chambres d'hôtel, dans quatre établissements « 1 étoiles » et un « trois étoiles ». À la même date les deux terrains de camping avaient une capacité de 200 emplacements.
Un casino du groupe Émeraude est ouvert dans la commune.

## Patrimoine

### Patrimoine civil

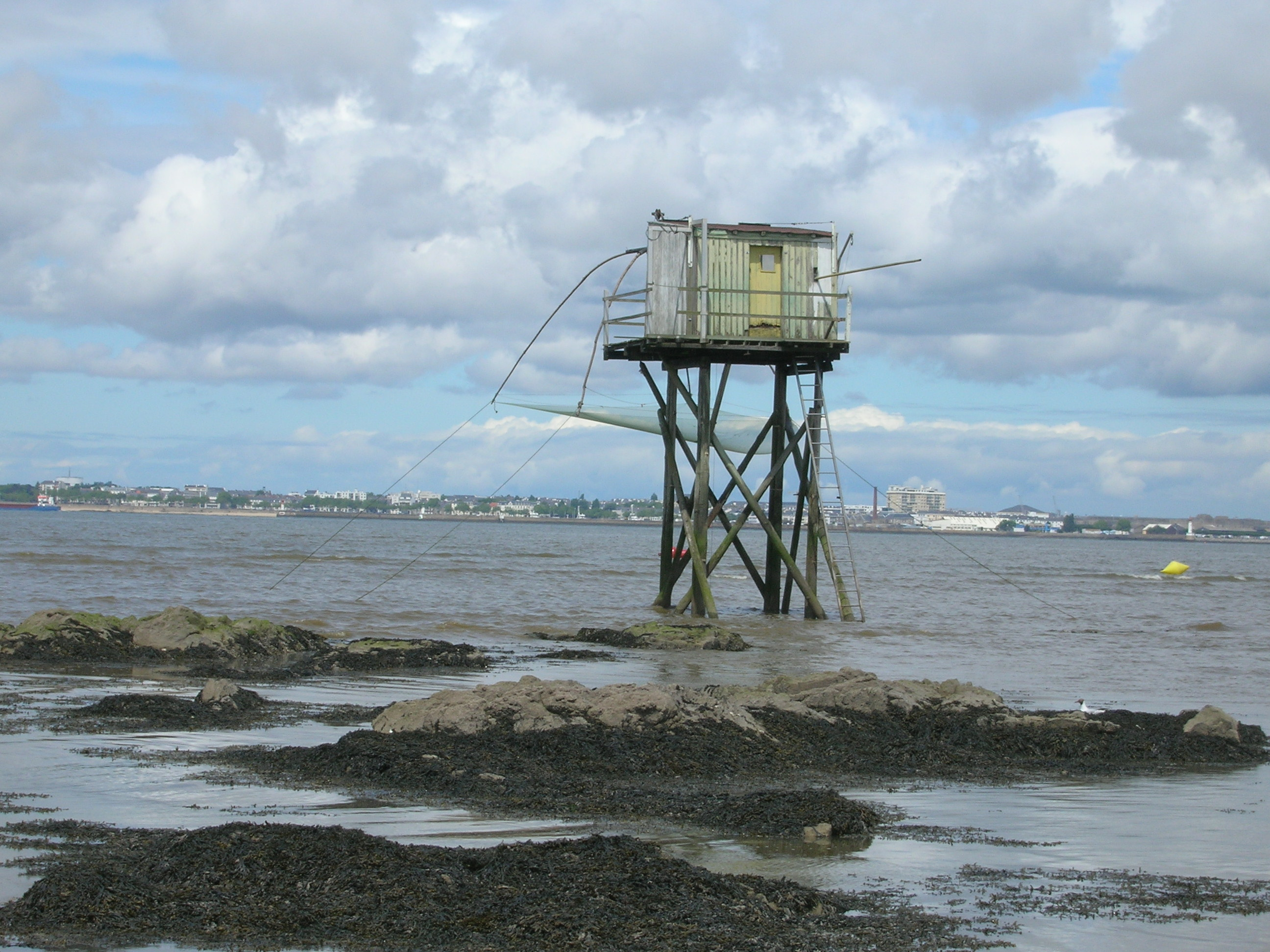
Pêcherie.

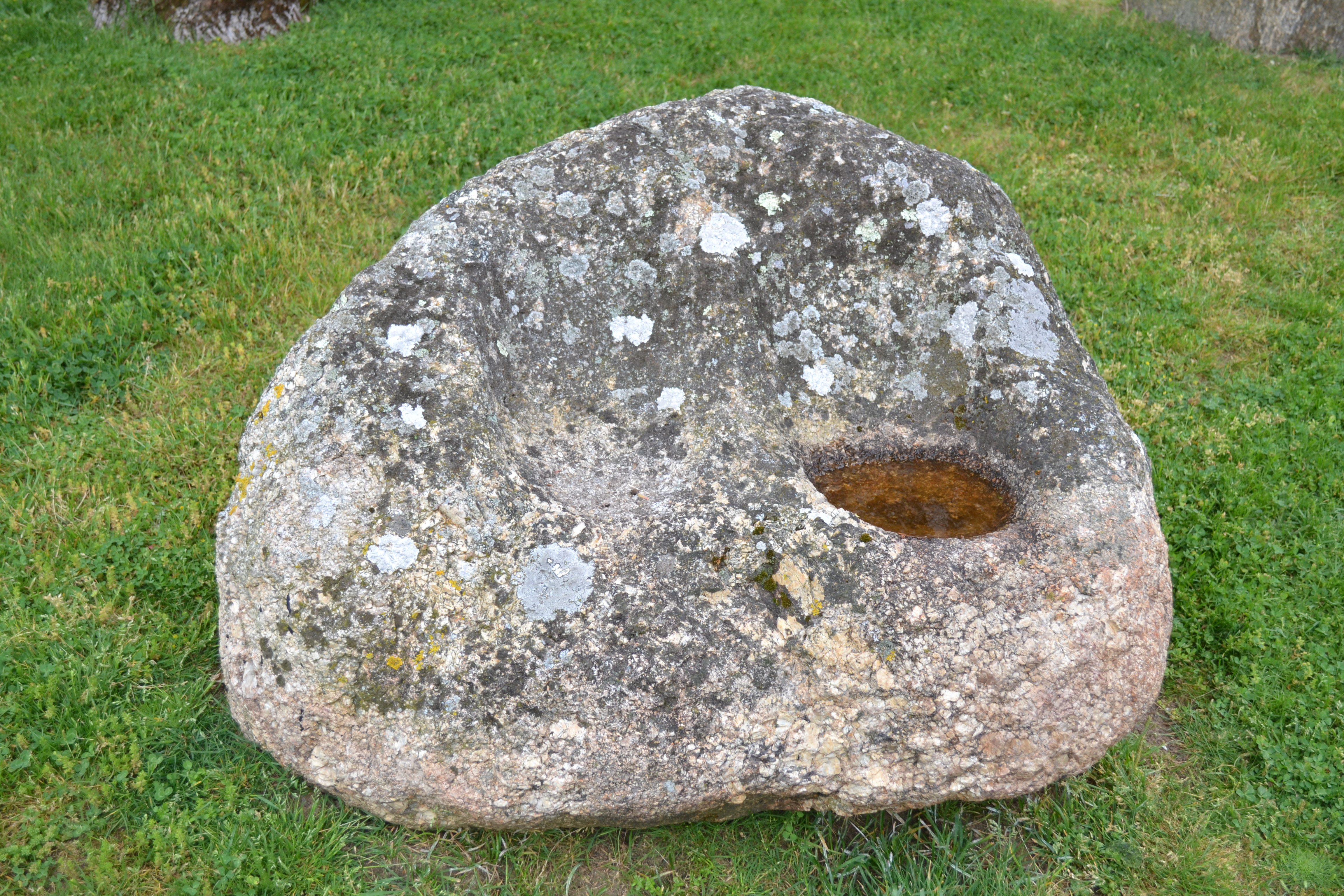
Pierre dite les « Fesses du Diable ».

- Neuf sites mégalithiques sont recensés à Saint-Brevin, dont :
  - le menhir de la Pierre Attelée,
  - le menhir du Plessis-Gamat,
  - le menhir du Boivre, de forme triangulaire,
  - la Pierre des « Fesses du Diable »,
  - le menhir de la Roche-des-prés, dit « pierre de Gargantua », dont on ne peut observer que le sommet puisque sa base est enfoncée sur deux mètres de profondeur[F 2],
  - le dolmen des Rossignols, reste d'un mégalithe endommagé par la mer découvert en 1925,
  - les Pierres couchées découvertes dans les dunes en 1978,
- Les vestiges d'un pont de pierres sur un ruisseau séparant Saint-Brevin et Saint-Père-en-Retz[F 3].
- Le lazaret de Mindin, construit en 1862 à la suite d'une épidémie de fièvre jaune à Saint-Nazaire. Le bâtiment d'origine est actuellement abandonné mais la porte monumentale est toujours visible depuis la passerelle piétonne et cyclable longeant l'estuaire[82].
- La pointe de Mindin est un éperon rocheux à l'embouchure de l'estuaire de la Loire. Son nom est d'origine celte, langue dans laquelle il signifie « fortification de pierre ». Lieu stratégique, notamment pour le guet du trafic sur le fleuve, Mindin est fortifié par Vauban en 1696. En 1754, le site et celui du fort de Villès-Martin à Saint-Nazaire sont conjointement renforcés par l'ingénieur Touros pour interdire l'accès du fleuve à d'éventuels ennemis[F 1]. Le fort encore existant au XXIe siècle date de 1861[83]. Durant la Seconde Guerre mondiale, le site est utilisé par l'armée allemande et est très endommagé à l'issue du conflit[F 1]. Rénové, il abrite le musée de la Marine[F 1] depuis 1983[83]. Sur le site du fort se trouve un canon récupéré dans l'épave du bateau Le Juste coulé après la bataille des Cardinaux le 22 novembre 1759[F 1].
- Villa Chupin, construite en 1961 par l'architecte André Wogenscky, disciple de Le Corbusier, elle a reçu le label « Patrimoine du XXe siècle »[84].
- Serpent d'océan, une sculpture monumentale de Huang Yong Ping représentant le squelette d'un long serpent de mer, est érigée sur l'estran à la pointe de Mindin depuis 2012.

### Patrimoine religieux
- L'église Saint-Brevin a été construite entre le XIe  et le  XXe siècle. Le site était occupé auparavant par une église bâtie entre le VIe  et le  VIIe siècle. La construction a connu trois étapes. Le chœur et les murs de la nef sont du XIe siècle. Le clocher et le transept datent, eux, du XVIIe siècle. Après que les deux chapelles du transept ont été modifiées au XIXe siècle et l'autel en granit remplacé en 1843 par un autel en bois peint, en 1911 les bas-côtés sont ajoutés et les parois de la nef sont percées d’arcades en plein-cintre[F 3],[85]. L’ensemble du Maître-autel datant de 1661, comprenant le retable, l’autel et le tabernacle, est classé Monument historique au titre d’objet le 5 octobre 1972[86].
- La chapelle du Lazaret construite en 1831 fait est englobée dans un établissement d'accueil pour handicapés et personnes âgées. Ce lieu était auparavant un hôpital, qui a notamment servi à maintenir en quarantaine les marins malades[F 4].

### Patrimoine culturel

#### Héraldique
| Blason | Blasonnement : Parti : écartelé en sautoir ; au premier, d'azur chargé d'un écusson d'or à la croix de sable ; au deuxième, d'or à l'écureuil assis de gueules ; au troisième, aussi d'or au pin coupé de sinople au tronc de sable ; au quatrième, d'azur à la nef équipée et habillée d'argent voguant sur une mer du même mouvant de la pointe. Commentaires : Le blason reprend les symboles suivants : un navire, qui rappelle que la ville fut tout d'abord une ville de marins ; un pin, car cet arbre fut implanté dans la commune il y a plus d'un siècle pour empêcher le sable des plages de rentrer dans la ville (cette espèce d'arbre est très présente dans la forêt de La Pierre attelée, le bois de La Saulsaie, le bois du Pointeau et sur toute la commune en général) ; un écureuil, animal prolifique dans ces mêmes forêts, au pelage roux (d'où la couleur de gueules), qui raffole des pignes de pins ; l'écusson aux armes du pays de Retz : d'or à la croix de sable, rappelant l'appartenance de Saint-Brevin-les-Pins au pays de Retz. Blason conçu par Eugène Boursier (délibération municipale le 11 mai 1946, modifié le date 30 décembre 1969). |

#### Devise
La devise de Saint-Brevin-les-Pins est Tibi Rident Aequora Ponti (C'est à toi que sourient les étendues de la mer).

#### Personnalités liées à la commune
- Anne de Bretagne (1477-1514), duchesse de Bretagne puis reine de France, elle passa quelques périodes de sa jeunesse à La Guerche[L 7].
- René Guy Cadou (1920-1951), poète français, passe ses vacances à Saint-Brevin. Il y écrit quelques-uns de ses poèmes dont Amis les Anges[M 7].
- Patrick Deville (1957-), écrivain, né à Paimbœuf , vécut de sa naissance à 1965 à Saint-Brevin-les-Pins (son père y était directeur du Lazaret), et lui consacre une part significative de son « Taba-Taba » publié en août 2017.
- Nicolas Fouquet (1615-1680), surintendant de Louis XIV, est propriétaire de La Guerche de 1658 à 1677[L 8].
- Véronika Loubry (1968-), animatrice de télévision et de radio, y est née.
- Le compositeur russe Sergueï Prokofiev séjourne à Saint-Brevin (quartier des Rochelets) de mars à septembre 1921, avec sa mère, sa compagne Lina et un ami, le poète symboliste russe Constantin Balmont[87].
- Vincent Purkart (1936-2015), joueur de tennis de table français, 18 fois Champion de France (simple, double messieurs, double mixte et par équipes), 111 sélections en équipe de France. Il est notamment connu pour son spectacle humouristique de tennis de table dont il est le créateur, jouant avec Jacques Secrétin. Vincent Purkart possédait une maison à Saint-Brevin l’Océan et y séjournait plusieurs mois chaque année depuis les années 60 et jusqu’à son décès en 2015.
- Laurent Voulzy (1948-), chanteur et compositeur français. Il passa ses vacances d'enfance à Saint-Brevin[88].

#### Philatélie
Un timbre-poste de France émis en 2002 dans la série « Le Siècle au fil du timbre - Vie quotidienne », intitulé « Un superbe été », reproduit une photographie de la famille Fresneau prise en 1955 à Saint-Brevin-les-Pins (catalogue Yvert et Tellier 3521, 0,46 €).